# Posłowie na Sejm Polskiej Rzeczypospolitej Ludowej VI kadencji
Posłowie na Sejm Polskiej Rzeczypospolitej Ludowej VI kadencji zostali wybrani podczas wyborów parlamentarnych, które odbyły się w dniu 19 marca 1972.
Pierwsze posiedzenie odbyło się 28 marca 1972, a ostatnie, 32. – 10 lutego 1976. Kadencja Sejmu trwała od 19 marca 1972 do 19 marca 1976.
Kluby i koła na pierwszym posiedzeniu Sejmu VI kadencji i stan na koniec kadencji.
| \| Ugrupowanie polityczne[a] \| Ugrupowanie polityczne[a] \| III 1972 \| III 1976 \| +/– \| \| ------------------------- \| ---------------------------------------- \| -------- \| -------- \| --- \| \| \| Polska Zjednoczona Partia Robotnicza \| 255 \| 257 \| 2 \| \| \| Zjednoczone Stronnictwo Ludowe \| 117 \| 114 \| 3 \| \| \| Stronnictwo Demokratyczne \| 39 \| 37 \| 2 \| \| \| Stowarzyszenie „Pax” \| 5 \| 5 \| \| \| \| Znak \| 5 \| 5 \| \| \| \| Chrześcijańskie Stowarzyszenie Społeczne \| 2 \| 2 \| \| \| \| Niestowarzyszeni[b] \| 37 \| 37 \| \| \| Razem \| Razem \| 460 \| 457 \| 457 \| | Podział 460 mandatów: PZPR: 255 ZSL: 117 SD: 39 Pozostali: 49 |          |          |     |
| Ugrupowanie polityczne | Ugrupowanie polityczne                                        | III 1972 | III 1976 | +/– |
| | Polska Zjednoczona Partia Robotnicza                          | 255      | 257      | 2   |
| | Zjednoczone Stronnictwo Ludowe                                | 117      | 114      | 3   |
| | Stronnictwo Demokratyczne                                     | 39       | 37       | 2   |
| | Stowarzyszenie „Pax”                                          | 5        | 5        |     |
| | Znak                                                          | 5        | 5        |     |
| | Chrześcijańskie Stowarzyszenie Społeczne                      | 2        | 2        |     |
| | Niestowarzyszeni                                              | 37       | 37       |     |
| Razem | Razem                                                         | 460      | 457      | 457 |

## Prezydium Sejmu VI kadencji
| Poseł                                                               | Poseł                 | Funkcja             | Klub                                        | Czas pełnienia funkcji | Czas pełnienia funkcji | Czas pełnienia funkcji |
| Poseł                                                               | Poseł                 | Funkcja             | Klub                                        | Od                     | Do                     |                        |
| ------------------------------------------------------------------- | --------------------- | ------------------- | ------------------------------------------- | ---------------------- | ---------------------- | ---------------------- |
|                                                                     | Jarosław Iwaszkiewicz | Marszałek senior    | Bezpartyjny                                 | 28 marca 1972(dts)     | 28 marca 1972(dts)     |                        |
| Marszałek senior przewodniczy obradom Sejmu przed wyborem Prezydium |                       |                     |                                             |                        |                        |                        |
|                                                                     | Stanisław Gucwa       | Marszałek Sejmu     | KP Zjednoczonego Stronnictwa Ludowego       | 28 marca 1972(dts)     | 19 marca 1976(dts)     |                        |
|                                                                     | Andrzej Benesz        | Wicemarszałek Sejmu | KP Stronnictwa Demokratycznego              | 28 marca 1972(dts)     | 26 lutego 1976(dts)    |                        |
|                                                                     | Halina Skibniewska    | Wicemarszałek Sejmu | Bezpartyjna                                 | 28 marca 1972(dts)     | 19 marca 1976(dts)     |                        |
|                                                                     | Andrzej Werblan       | Wicemarszałek Sejmu | KP Polskiej Zjednoczonej Partii Robotniczej | 28 marca 1972(dts)     | 19 marca 1976(dts)     |                        |

## Przynależność klubowa

### Stan na koniec kadencji
Posłowie VI kadencji zrzeszeni byli w następujących klubach i kołach poselskich:
- Klub Poselski Polskiej Zjednoczonej Partii Robotniczej – 257 posłów, przewodniczący klubu Edward Babiuch[2],
- Klub Poselski Zjednoczonego Stronnictwa Ludowego – 114 posłów, przewodniczący klubu Dyzma Gałaj[2],
- Klub Poselski Stronnictwa Demokratycznego – 37 posłów, przewodniczący klubu Piotr Stefański[2],
- Koło Poselskie PAX – 5 posłów, przewodniczący koła Bolesław Piasecki[2],
- Koło Poselskie Znak – 5 posłów, przewodniczący koła Stanisław Stomma[2],
- Koło Posłów Chrześcijańskiego Stowarzyszenia Społecznego – 2 posłów, przewodniczący koła Zygmunt Filipowicz[2],
- Posłowie bezpartyjni – 37 posłów[2].

| Klub Poselski Polskiej Zjednoczonej Partii Robotniczej | Klub Poselski Polskiej Zjednoczonej Partii Robotniczej | Klub Poselski Polskiej Zjednoczonej Partii Robotniczej | Klub Poselski Polskiej Zjednoczonej Partii Robotniczej |
| --- | --- | --- | --- |
| | | | |
| - Maria Antczak - Stanisław Antoszewski - Edward Babiuch - Jerzy Bafia - Zdzisław Balicki - Feliks Barabasz - Kazimierz Barcikowski - Feliks Bedenak - Tadeusz Bejm - Maria Binek - Franciszek Błachut - Sabina Boroń - Aleksander Brach - Janusz Brych - Hieronim Burek - Józef Buziński - Stefan Całużyński - Bronisław Cieniewski - Stanisław Ciosek - Michał Cygan - Jan Czapla - Kazimierz Czarnecki - Bohdan Czeszko - Stanisław Czudowski - Tadeusz Czwojdrak - Jan Darzyński - Paweł Dąbek - Mariusz Dmochowski - Jerzy Domiński - Ludwik Drożdż - Józef Drzewiecki - Zenon Dychtowicz - Ignacy Dziadek - Ryszard Dziopak - Gabriel Filipczak - Ryszard Frelek - Stanisław Furgał - Mieczysław Furmanek - Aleksander Gajdek - Maria Gajecka - Władysław Gaweł - Marian Gawłowski - Tadeusz Gąsiorek - Edward Gierek - Zygfryd Golaś - Norbert Gowik - Artur Górski - Adam Granica - Eugeniusz Grochal - Zdzisław Grudzień - Maria Grzelka - Tadeusz Haładaj - Henryk Hałas - Mieczysław Hebda - Tadeusz Hołuj - Zygmunt Huszcza - Henryk Jabłoński - Mieczysław Jagielski - Stefan Jakubiec - Adolf Jakubowicz - Jan Janczura - Ludwik Janczyszyn - Władysław Janik - Jan Jankowski - Zygmunt Januzik | - Hieronim Jańczyk - Edward Jaremek - Aleksandra Jarnecka - Ludwik Jarosik - Witold Jarosiński - Piotr Jaroszewicz - Wojciech Jaruzelski - Józef Jednaki - Mirosława Jenek - Bruno Jungling - Bronisław Jurkiewicz - Jan Kaczmarek - Jerzy Kaczmarek - Mieczysław Kaczor - Franciszek Kaim - Sylwester Kaliski - Jan Kamiński - Stanisław Kania - Józef Kardyś - Stanisława Karna - Piotr Karpiuk - Józef Kępa - Anna Kiełcz - Stanisława Kirsch - Józef Klasa - Jan Klecha - Bronisław Knapik - Janina Kocemba - Franciszek Kociemski - Michał Kolanowski - Edward Kondak - Czesław Kończal - Bolesław Koperski - Henryk Korotyński - Czesława Kotarska - Stanisław Kowalczyk - Stanisław Kowalski - Alojza Kozłowska - Wincenty Kraśko - Tytus Krawczyc - Jan Król - Jerzy Królikowski - Władysław Kruczek - Zdzisław Krysiak - Jerzy Kubalewski - Adam Kuć - Stanisław Kujda - Stanisław Kulba - Zenon Kulesza - Janina Kuliberda - Kazimierz Kuraś - Zdzisław Kurowski - Stanisław Kuziński - Zdzisław Kwieciński - Jan Leś - Tadeusz Lewandowski - Teresa Lebiedzińska-Torbus - Jerzy Lorens - Witold Lubiński - Edward Łabędź - Zofia Ładyńska - Zdzisław Łapeta - Witold Łasisz - Arkadiusz Łaszewicz - Eugenia Łoch | - Jerzy Łoś - Jerzy Łukaszewicz - Jarema Maciszewski - Józef Majchrzak - Jerzy Majewski - Maciej Majkut - Józef Malina - Władysław Malinowski - Józef Marchewka - Jan Mariański - Mirosław Martin - Marian Matera - Stefan Matlęga - Piotr Mazelon - Eugeniusz Mazurkiewicz - Alojzy Melich - Jan Mendalka - Jan Mendel - Zenon Męczykowski - Bronisław Miczajka - Ludwika Mieszkowska - Emanuel Mikołajczyk - Maria Milczarek - Stefan Misiaszek - Jan Mitręga - Mieczysław Moczar - Stanisław Mojkowski - Teresa Morawiec - Jan Mroczek - Wiesław Mróz - Jerzy Muszyński - Marian Myszka - Józef Nagórzański - Zbigniew Nadratowski - Ryszard Najsznerski - Jerzy Nawrocki - Gerard Nieroba - Franciszek Nowak - Zdzisław Nowak - Stanisław Nowiński - Jerzy Ociepka - Adolf Ojczyk - Stefan Olszowski - Jerzy Orłowski - Adam Parol - Antoni Paśko - Zdzisław Pawlik - Henryk Pawłowski - Jerzy Pękala - Józef Pińkowski - Jerzy Piotrowski - Jerzy Piskorz-Nałęcki - Jan Plasota - Zuzanna Połaska - Marian Popiela - Władysław Popiołek - Bogdan Poprawa - Lucjan Pychyński - Tadeusz Pyka - Zygmunt Raczkowski - Zdzisław Rak - Bolesław Rakowski - Mieczysław Rakowski - Kazimierz Raszkowski - Marian Rędzikowski | - Maria Riemen - Józef Rojek - Kazimierz Rokoszewski - Stanisław Roziewicz - Mieczysław Róg-Świostek - Wacław Rózga - Tadeusz Rudolf - Roman Rutkowski - Jan Sawicki - Antoni Seta - Franciszek Sielańczuk - Józef Skowroński - Bronisława Sokołowska - Włodzimierz Sokorski - Zdzisław Soluch - Józef Spyt - Irena Sroczyńska - Roman Stachoń - Leszek Strycharski - Henryk Szafrański - Barbara Szambelan - Stanisław Szczepaniak - Maciej Szczepański - Władysław Szczepański - Franciszek Szczerbal - Wilhelm Szewczyk - Zdzisław Szkop - Stanisław Szkraba - Franciszek Szlachcic - Janina Szteliga - Józef Szuniewicz - Jan Szydlak - Jan Szymański - Eugeniusz Szyr - Stanisława Świderska - Józef Tejchma - Stanisław Tomaszewski - Leon Umiński - Józef Urbanowicz - Bogdan Waligórski - Ryszard Wasik - Kazimiera Wawro - Andrzej Werblan - Florian Wichłacz - Czesław Wilczyński - Roman Wilk - Józef Witkowski - Jan Wojno - Anna Wojtczak - Stanisław Wroński - Stanisław Wróbel - Zbigniew Załuski - Czesław Zapart - Antoni Zaradzki - Adela Zarzycka - Jerzy Zasada - Sylwester Zawadzki - Zygmunt Zenderowski - Henryk Zieliński - Jerzy Ziętek - Andrzej Żabiński - Zdzisław Żandarowski |
| Klub Poselski Zjednoczonego Stronnictwa Ludowego | | | |
| | | | |
| - Franciszek Bajor - Stefan Bełdycki - Stanisława Białek - Janusz Biernacki - Bronisław Borowy - Zygmunt Boryczka - Bronisław Bury - Władysław Cabaj - Longin Cegielski - Kazimiera Chodzyńska - Zofia Cybulska - Franciszek Dąbal - Edward Duda - Bolesław Dylak - Jadwiga Dymała - Józef Fajkowski - Dyzma Gałaj - Franciszek Gesing - Edward Głodowski - Zbigniew Gołacki - Zenobia Gregorczyk - Jan Gruszczyński - Stanisław Gucwa - Stefan Ignar - Leon Janczak - Bronisław Jaromin - Tadeusz Jąkalski - Jan Kędziora - Rudolf Kiełbowicz | - Józef Kijowski - Genowefa Kocańda - Marian Kołdej - Emil Kołodziej - Walenty Kołodziejczyk - Józef Kołodziejski - Tadeusz Komsta - Józef Konieczny - Zygmunt Kopeć - Wacław Koral - Antoni Korzycki - Stanisława Kosowska - Stanisław Kozioł - Józefa Kruszka - Zbigniew Krzysztoforski - Bernard Kus - Jan Kwakszyc - Michał Kwaśniewicz - Edmund Lehmann - Stanisław Lewocik - Daniela Liberadzka - Franciszek Liedtke - Jan Lipski - Witold Lipski - Maria Łopatko - Henryk Maciołek - Roman Maćkowski - Jan Malinowski - Jan Marczyk | - Mieczysław Marzec - Mieczysław Medeński - Zygmunt Napora - Jan Niewiadomski - Bolesław Nowaczyk - Bronisław Owsianik - Józef Ozga-Michalski - Eugeniusz Pacia - Antoni Paszkowski - Stanisław Pieniak - Piotr Pikul - Kazimierz Piotrowski - Aleksandra Poch - Józef Przyłuski - Henryk Rafalski - Bernard Rośkiewicz - Natalia Rozmuszcz - Zygmunt Rukściński - Mieczysław Rzepiela - Józef Sapierzyński - Aleksander Schmidt - Jerzy Siebielec - Jan Skowron - Henryk Skrobisz - Tadeusz Skwirzyński - Stanisław Sochan - Ludomir Stasiak - Tadeusz Staszczyk - Henryk Stefanik | - Bolesław Strużek - Zygmunt Surowiec - Janina Szczepańska - Stanisław Sznajder - Andrzej Szubar - Maria Szwarnowiecka - Leopold Szydłowski - Jerzy Szymanek - Zdzisław Tomal - Michał Trejgis - Władysław Trybus - Jan Ukleja - Andrzej Wasilewski - Janina Waśniowska - Edward Wiesiołek - Stanisław Włodarczyk - Barbara Wojciechowska - Jan Wojciechowski - Czesław Wojtera - Janusz Wójcik - Maria Wyrozębska - Władysław Zadykowicz - Halina Zielińska - Andrzej Zydek - Wacław Żak - Mirosław Żurek - Bolesław Żygadło |
| Klub Poselski Stronnictwa Demokratycznego | | | |
| | | | |
| - Tadeusz Bochenek - Władysław Brodzki - Franciszek Burian - Edward Chrostek - Alojzy Czarnecki - Henryk de Fiumel - Jan Garlicki - Gabriel Górtowski - Michał Grendys - Jadwiga Grześkowiak | - Kazimierz Halicki - Halina Kiliś - Anna Kochanowska - Barbara Koziej-Żukowa - Wacław Kozubski - Franciszek Krengelewski - Tadeusz Kwaśniewski - Witold Lassota - Stanisław Lenczewski - Zenon Łabędzki | - Krystyna Marszałek-Młyńczyk - Mieczysław Marynowicz - Franciszek Michalik - Tadeusz Młyńczak - Zygmunt Pogonowski - Czesław Rachel - Jerzy Rachowski - Edward Sieradzki - Teresa Skubała - Tadeusz Stadniczeńko | - Henryk Stawski - Piotr Stefański - Romuald Stopiński - Rudolf Szura - Ewelina Szyszko - Edward Wiśniewski - Józef Wojtala |
| Koło Poselskie PAX | | | |
| | | | |
| - Jerzy Hagmajer - Witold Jankowski | - Marek Kabat | - Zenon Komender | - Bolesław Piasecki |
| Koło Posłów Znak | | | |
| | | | |
| - Wacław Auleytner - Konstanty Łubieński | - Tadeusz Myślik | - Stanisław Stomma | - Janusz Zabłocki |
| Koło Posłów Chrześcijańskiego Stowarzyszenia Społecznego | | | |
| | | | |
| - Zygmunt Filipowicz | - Stanisław Rostworowski | | |
| Posłowie bezpartyjni | | | |
| | | | |
| - Maria Arciszewska - Danuta Bartosiewicz - Krystyna Błaszyk - Jerzy Bukowski - Weronika Daszkiewicz - Janina Fleming - Maria Gąsiorowska - Maria Gilewska - Marian Górski - Janusz Groszkowski | - Jarosław Iwaszkiewicz - Adam Kasprzyk - Monika Kąkol - Alfons Klafkowski - Mieczysław Klimowicz - Maria Kotlicka - Halina Koźniewska - Daniela Kruszyńska - Zofia Łęgowik - Regina Maciejewska | - Janina Makowska - Edmund Męclewski - Marian Mięsowicz - Edmund Osmańczyk - Pelagia Pająk - Stanisława Pawelec - Alfred Przydatek - Józef Rospęk - Wiesław Sadowski - Józef Sawajner | - Mieczysław Serwiński - Halina Skibniewska - Ignacy Strzyszcz - Jan Szczepański - Monika Szczęśniak - Tadeusz Zapiórkowski - Wojciech Żukrowski |

### Posłowie, których mandat wygasł w trakcie VI kadencji (9 posłów)
| Poseł            | Poseł                    | Data wygaśnięcia mandatu | Przyczyna              | Następca                     | Następca                     |
| ---------------- | ------------------------ | ------------------------ | ---------------------- | ---------------------------- | ---------------------------- |
|                  | Wiesław Ociepka          | 28 lutego 1973(dts)      | śmierć                 |                              | Hieronim Jańczyk             |
|                  | Roman Czuba              | 23 czerwca 1973(dts)     | zrzeczenie się mandatu | Zygfryd Golaś                |                              |
|                  | Marian Gotowiec          | 19 marca 1973(dts)       | śmierć                 | Zdzisław Łapeta              |                              |
|                  | Feliks Starzec           | 27 lipca 1974(dts)       | śmierć                 | Ryszard Najsznerski          |                              |
| Jerzy Starościak | 7 października 1974(dts) | śmierć                   | Zygmunt Raczkowski     |                              |                              |
|                  | Józef Rodzik             | 13 maja 1975(dts)        | śmierć                 | Józef Szuniewicz             |                              |
|                  | Zygmunt Moskwa           | 23 lipca 1975(dts)       | śmierć                 |                              | mandat pozostał nieobsadzony |
|                  | Witold Łukaszewicz       | 21 listopada 1975(dts)   | śmierć                 | mandat pozostał nieobsadzony |                              |
|                  | Andrzej Benesz           | 26 lutego 1976(dts)      | śmierć                 | mandat pozostał nieobsadzony |                              |